# 冷蔵庫

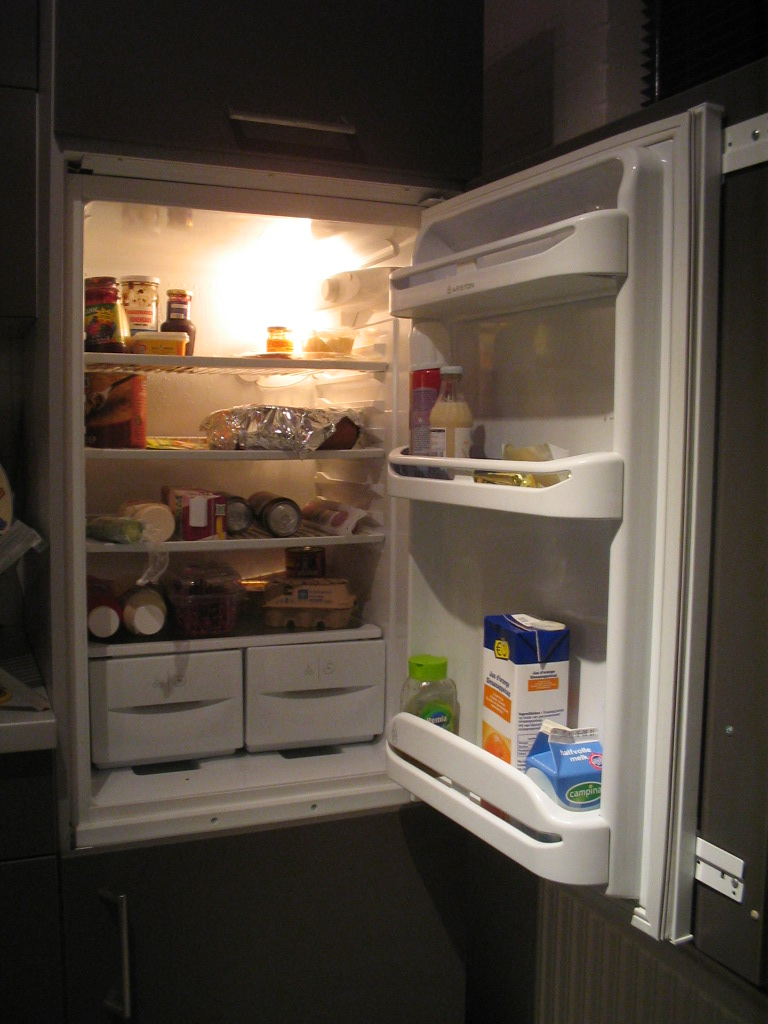
家庭用電気冷蔵庫を開けた状態

冷蔵庫（れいぞうこ、英語: Refrigerator）とは、食料品等の物品を低温で保管することを目的とした製品である。現代では電気エネルギーを冷却に用いる電気冷蔵庫（でんきれいぞうこ）を指すことが多い。

## 概説
電気冷蔵庫は食料品・飲料品等の物品を低温で保管することを目的とした電気設備施設あるいは電気製品である。氷を使用するものは「保冷庫」「冷蔵箱」などと呼ぶこともある。
一般的には、食料品・飲料品を凍らせず短期保存する目的で、内部温度を0℃以上、4-10℃程度に保って使用される。凍結させ保存期間を伸ばす、または冷凍食品を保存する、氷を作る等の目的で-18℃程度を保つものは冷凍庫（れいとうこ）と呼び、両方の機能が一つになった製品を冷凍冷蔵庫と呼ぶこともある。
中型以上の家庭用冷蔵庫は冷凍室という形で冷凍庫の機能も持つのが一般的である。

### 家電製品としての冷蔵庫
最初は家庭向けの電化製品としての冷蔵庫は、「白物家電」と呼ばれる分野の家電製品である。日本では「電気冷蔵庫」として家庭用品品質表示法の適用対象となっており、電気機械器具品質表示規程に定めがある。
かつて日本においては「三種の神器」（テレビ（白黒テレビ）・洗濯機・冷蔵庫）と称された家電製品の一つでもあり、生活に欠かせないものとして生活家電とも呼ばれる。
電気冷蔵庫は、家庭においては、常温では早期に腐敗したり融けたりしてしまうような食材など、低温（→温度）に保つことで品質や性質が維持される物品を扱うために、広く使われている。食品は、冷蔵することで幾らかは雑菌の活動や化学変化が抑制されるなど、鮮度が保たれる期間が長くなる。冷凍では消費するために適切に解凍する必要はあるが、更に品質保持期間が延長可能である。
冷蔵庫は形状により大きく縦型と横型に分類される。家庭用の電気冷蔵庫の多くは縦長の縦型冷蔵庫である。業務用では横長冷蔵庫も用いられる。
構造としては、基本的に内容物を収める箱にヒートポンプの一種である冷凍機を取り付け、これによって庫内の熱を外部に排出し、内部と外部を隔てる壁には断熱材を用いて熱の移動を遮断している。物品を出し入れするために扉も設けられる。また、内容物を見えやすくするため、一般に照明が内部に設けられている。
冷蔵庫は庫内を冷却する結果、庫内の空気中の水分が冷却部分に凝結し、霜となる。この霜を定期的に溶かして庫外へ排出するため庫内の湿度が低下し乾燥する。刺身や精肉等を保管するときは乾燥しないようにラップフィルムが用いられる。乾燥した状態が望ましくない野菜類を入れる野菜室は湿度の低下を抑えるため、庫外から間接的に冷却する構造となっている。なお、大きな厨房など業務用では食材の乾燥を防ぐために、通常の冷蔵庫ではなく恒温高湿庫を低温状態に設定して用いることもある。
室温が冬季に氷点下となるような寒い地方では、冷やすためだけでなく、凍らせない目的でも使われることもある。これは熱交換器の原理上発熱があるため、目標温度より室温が低い場合は保温ができるためである。
家庭向けの製品は、冷蔵庫と冷凍庫（およびこれに関連する機能）がオールインワンの形で一つにまとめられているタイプが主流である。後述の専門的な分野では、庫内を設定された一定温度（その範囲は様々）に保つ単機能の製品や、逆に商品を陳列するためのショーケースの機能など、目的に沿った追加機能が設けられている場合もある。
家庭用電気冷蔵庫の筐体の色については白色が多く、「白物家電」と呼ばれる所以でもある。2000年代以降、インテリア性の追求などから、白色に限らず、多種多様な色の冷蔵庫が発売されるようになってきているほか、冷蔵庫に塗装を施す業者もある。

### 家電製品以外の冷蔵庫
身近な例では、小売業などの冷蔵ショーケースや、バックヤードには部屋を丸ごと利用する巨大な冷蔵庫ないし冷凍庫を備えている場合もある。小売段階やその前の流通、更には生鮮食品や加工食品などの生産設備に付帯する規模も様々な冷蔵庫・冷凍庫が利用されている。
魚介類や牛乳のような生鮮食品など冷却が必要な製品を運ぶための保冷車では、冷蔵庫と同様の機構を備え、荷台内部を冷却できる構造となっている。また、宅配便業者における、「クール便」「チルド便」といった宅配サービスでは、内部に冷蔵庫や冷凍庫を備えた車両を利用している。乗用車の直流12V電源で使える、クーラーボックス型の簡易冷蔵庫も販売されている。
業務用としてはプレハブ冷蔵庫など、建物自体が冷蔵庫となる屋外設置型の大型の製品もある。また、研究機関などで施設の一室に冷蔵庫の機能をもたせ、「室」（部屋）ではなく冷蔵庫と呼称する場合もある。リンゴのように低温による長期間保存が望ましい農産物の貯蔵庫では、倉庫自体に冷蔵庫の機能を付加する場合もある。
キャンピングカーで使用する冷蔵庫の中には、AC/DCの電気以外に「ガス」を使用して冷却する製品も多い。

## 冷却の原理
気化により物体の温度が下がる現象を利用した2通りの冷却方式が長く使用されてきた。近年はこれに加え、気化ではなく半導体によるペルティエ効果を利用する方式も実用化されて小型用途で使用されている。

### 気化圧縮型
1. コンデンサ
2. エクスパンジョンバルブ
3. エバポレータ
4. コンプレッサ

圧縮を利用し、閉じたパイプの中を冷媒が循環する。ここから圧縮型と呼ばれる。家庭用では圧縮をするために電気作動のコンプレッサを使用するのが一般的である。そのために冷蔵庫といえば電気冷蔵庫が多いが、ガス圧を利用して圧縮する型もある。また、エキスパンションバルブの代わりにエジェクタを使い、効率を上げた冷蔵庫もある (エジェクタサイクル)。
1. コンデンサ（放熱器、凝縮器）：冷媒は高圧ガス状態で蓄熱しており、放熱することで、液体に戻る。（液体）
2. エクスパンジョンバルブ(膨張弁)：細い管が急に太い管となることで減圧し、沸点が下がる。（液体 低圧液体）
3. エバポレータ（蒸発器、気化器）：沸点の下がった液体は、周囲から蒸発熱を奪い、蒸発（気化）する。（気化による冷却：液体が気体となる→冷却が生じる）（この部分が冷蔵庫内に置かれる）
4. コンプレッサ（圧縮器）：気体の状態の冷媒は圧縮により高圧のガスとなる。（高圧気体）

冷媒にはフロンが使用されていたが、フロン禁止以降はイソブタンなどに移行している。ただし、イソブタンはまったく新規の冷媒ではなくフロン以前に使用されていたこともある。冷媒用途としてはフロンが完璧なものであったが、環境への影響を考慮して使用が禁止されている。近年では効率に優れる無水アンモニア (Anhydrous Ammonia - NH3) が再び注目されるようになったが、家庭用には採用されていない。無水アンモニアは毒性が強く腐食性も高いため、漏洩に備えたセンサーや警報機などを装備できる冷凍倉庫などへの利用にとどまっている。

### 気化吸収型
冷媒の循環のために、液体を使用する。この液体が冷媒を吸収（吸着）して循環することにより冷媒を移動させている。この液体を吸収液とよび、このため吸収型と呼ばれる。熱することにより液体を循環させる。このために熱源が用いられるが、ジェネレーターにガスバーナーを用いたガス冷蔵庫、電気ヒーターを用いた電気冷蔵庫がある。この吸収型では、ガス/電気交流100V切替方式のような2ウェイ型や、ガス/電気交流100V/直流12V切替方式のような3ウェイ型なども一般的である。コンプレッサーを必要とする圧縮型に比べ、静穏性に優れており、また動力源が電気でなくても良いため医療（病院向けなど）、ホテル、レジャーに使用されることも多い。
閉じたパイプの中を冷媒が循環するのは同じであるが、冷媒の循環のために冷媒とは別の液体を使用する。「アンモニア（冷媒）と水（吸収液）」の組み合わせや「水（冷媒）と臭化リチウム（吸収液）」などがある。冷却器または蒸発器（エバポレーター）・吸収器（アブソーバー）・再生器または発生器（ジェネレーター）・凝縮器（コンデンサ）。蒸発器（エバポレーター）によって気化される。なお、吸収型冷蔵庫＝ガス冷蔵庫ではない。
1. アブソーバー（吸収器）
2. ジェネレーター（再生器、発生器、ボイラー）
3. セパレーター（分離器）精留器 rectifier
4. コンデンサ（放熱器 凝縮器）
5. エバポレーター（蒸発器） 冷却を行う。

吸収器でアンモニアを水が吸収しているアンモニア水溶液がつくられる。ジェネレーター（ボイラー）ではアンモニア水溶液が加熱される。水よりも沸点が低いため、アンモニアは溶液からガス化し泡状となる。分離器にてアンモニアガスが水と分離される。水は吸収器 (absorber) に戻される。放熱器では気体となったアンモニアが、熱を放出して液体となる。蒸発器で濃度が濃くなったアンモニア液は、減圧され、気化する。冷却が生じる。吸収器では水が別の経路を通って戻ってきたアンモニアを吸収し、アンモニア水溶液となる。
スウェーデンに本社を置くドメティック社（エレクトロラックス社から2001年に分離独立）は、この冷却方法に特化した冷蔵庫を製造・販売している代表的なメーカーである。ドメティック社は吸収式やアブソープションシステムと表現している。
かつて気化圧縮型で冷媒として使用されていたアンモニアは無水アンモニアだが、気化吸収型で冷媒として使用しているアンモニアはアンモニア水溶液 (Aqua Ammonia)である。

### スターリング冷凍機
スターリングエンジンを外部の動力で回転させることで温度差を生じさせる。地球観測衛星ふよう1号の光学センサの冷却に使用された。他に赤外線撮像素子や超伝導磁石の冷却にも使用される。

### ペルチェ効果型
冷媒を用いない。ペルチェ効果を利用し温度を下げる。
ペルチェ冷却システムは、圧縮機（コンプレッサ）を使用しないため、作動音がほとんどない。そのため、吸収型と同様の用途に使用される。圧縮型や吸収型に比べると非常に安価だが、冷却効率は良くない（エネルギー効率は数パーセントにとどまる）ことから、小型の自動車用冷蔵庫や、ペットボトルが数本入る程度の超小型冷蔵庫などに利用されている。

### ケミカルヒートポンプ
可逆的化学反応を利用して熱の出し入れを行う。

### 水素吸蔵合金
水素吸蔵合金に水素を吸収、放出する時に発熱、吸熱する現象を利用する。

## 冷却方式（主に一般家庭用）
現在、一般家庭用冷蔵庫市場は主に以下の2つに大別される。

### 直冷式（自然対流式）
冷蔵庫の庫内にコンプレッサー(冷却管)を張り巡らせ、管からの冷気で直接冷却する方式。庫内温度差を利用して対流を期待する。50〜70リットル(L)前後の小型冷蔵庫などに用いられることが多い。欠点と利点は以下のとおりである。
- 利点
  1. ファンを利用しないため、ファン式と比べると静穏性が高い。
  2. 消費電力がファン式と比べて少ない。
- 欠点
  1. 自然対流に任せるがゆえに庫内に完全に冷気が行き渡らず、冷却効率に難がある。
  2. 冷蔵庫に物を詰め込み過ぎた場合、自然対流が起こらずファン式と比べると腐敗が発生する可能性が高い。
  3. 霜取りが必要である。霜を取らないと冷却効率が低下する。

### ファン式(強制対流式)
冷却機にファンを取り付け、強制的に庫内に行き渡らせる方式。一般家庭用大型冷蔵庫では主流となっている。
- 利点
  1. ファンで強制的に対流させるため、庫内は全体的に平均的な温度に保たれる。
  2. 冷却効率が良く、冷えが良い。
  3. 霜取り機能がついているものがある。
- 欠点
  1. 直冷式と比べると騒音が大きい。

## 歴史

### 年表（1933年まで）
- 1748年 ウィリアム・カレン（Dr. William Cullen; 英国スコットランド グラスゴー大学）がエーテル気化熱を発見。
- 1803年 豪農トマス・ムーア（Thomas Moore 米国メリーランド州）が「氷を利用して冷蔵する道具」を作成し、これを「refrigerator（冷蔵庫）」と名づけた。Frigerareとはラテン語でcoolという意味で、re frigeratorはto coolである。電気冷蔵庫が一般化して以降、それらが新たに「refrigerator」と呼ばれ、旧来のrefrigeratorには「icebox（アイスボックス）」の名が与えられた（＝レトロニム）。
- 1805年 オリバー・エバンス（Oliver Evans 米国ペンシルベニア州） 吸収型冷却法を提唱（気化した硫化酸を水で吸収する方式）。設計方法のみで製作はされなかった。
- 1820年 マイケル・ファラデー（英国ロンドン） 液化アンモニアによる冷却を発見。
- 1834年 ジェイコブ・パーキンス（Jacob Perkins 米国の発明家） エーテルを使用した製氷機。圧縮型で米国初の特許。
- 1848/1849/1855 ジョン・ゴーリエ（John Gorrie 米国フロリダ州） 医者であったゴーリエは、マラリア患者のために使う氷を作ろうと、ファラデーの実験を基に圧縮型冷蔵システムを考案し、オリバー・エバンスの設計を基にした冷蔵庫を開発。エーテルを使用し車輪蒸気エンジンや風車で駆動させた。彼は現在使用されている製氷トレーも考え出した。
- 1850年 エドモン・カレー（Edmond Carré フランス） 水と硫酸を使用した吸収型冷蔵庫を開発。
- 1852年 ウィリアム・トムソンとジェームズ・プレスコット・ジュール（William Thomson & James Prescott Joule） 冷却が圧力差の比率を増加させる。
- 1856年 アレクサンダー・トワイニング（Alexander C. Twinning 米国） 米国初の冷蔵庫の商用化（とされている）。
- 1856年 ジェームス・ハリソン（James Harrison オーストラリア） ゴーリエとトワイニングの冷蔵庫を研究し、圧縮型エーテル冷蔵庫を開発。世界初の実用的な冷蔵庫といわれる。ビール業界および食肉加工業界に利用された。
- 1859年 フェルディナン・カレー（Ferdinand Carré フランス エドモンの弟） アンモニアと水を使用した吸収型冷蔵庫を開発。
- 米国では、南北戦争（1861-65年）により北側から氷が届かなくなったため、冷蔵庫は南部側で商業的な成功を見た。
- 1866年 ケモジン（chemogene、エーテルとナフサの混合物）が冷媒として特許取得。
- 1867年 サザーランド（J.B. Sutherland 米国ミシガン州デトロイト）の冷蔵列車が特許取得。
- 1870年 米国ニューヨーク、ブルックリンのS. Liebmann’s Sons Brewing Companyで熱吸収型冷却冷蔵庫が使用される。商用の冷蔵施設はビール工場で最初に使われだし、1891年までに全てのブルワリーで冷蔵施設が装備された。
- 1873年 アンモニアが冷媒として初めて使用される。
- 1875年 硫化ダイオキサイドとメチルエーテル。
- 1876年 カール・フォン・リンデ（Carl von Linde（ドイツ語版）（英語版） ドイツ ミュンヘン） アンモニアを冷媒に使用し、1877年に特許取得。
- 1878年 メチルクロライドを冷媒に使用。
- 1911年 米国GE社（米国インディアナ州フォートウェイン）最初の家庭用冷蔵庫、2台がフォートウェインにて製造された。これはフランスの僧侶Abbe Audiffrenの発明を用いたもの。これは最初の電気冷蔵庫らしきものである。
- 1913年 フレッド W ウルフ ジュニア（Fred W. Wolf Jr 米国シカゴ）最初のアメリカ製冷蔵庫DOMELRE (DOMestic ELectric REfrigerator)。商業的には成功しなかった。
- 1915年 アルフレッド・メロウェス (Alfred Mellowes) 最初の家庭用一体型冷蔵庫をつくる。キャビネット下部にコンプレッサーを装備。翌年Guardian Frigerator社を興して生産・販売したが、手作りで生産台数は2年間で40台程だといわれている。1918年、ゼネラルモーターズ (GM) 創業者ウィリアム・デュラントが（GMでは誰も賛成しなかったため）個人として会社を買った。後にGM傘下に組み入れられた。名称もフリッジデール社 (Frigidaire Company) と変更。さらに、数年後DOMELREの権利も取得し、これが米国での大量生産につながっていく。
- 1916年 エドモンドJコープランド、アーノルド H. グロスはthe Electro-Automatic Refrigerating Companyを設立し、2か月後ケルビネーターに社名変更の後、ほどなくして現在の冷蔵庫と同じ冷却方式である「phase change heat pump」を採用。しかし、筐体としてはまだリモートタイプと呼ばれる保冷庫部と冷却装置が別々に分かれているもので、原理的には従来の氷箱を冷却装置で置き換えたようなものだった。
- 1918年 ケルビネーター社がバイメタル式サーモスタット付冷蔵庫を発表。初期の家庭用冷蔵庫は壁に埋め込む金庫のようなもので、騒音が大きかった。
- 1922年 バルザー・フォン・プラテンとカール・ミュンター（スウェーデン）吸収式冷蔵庫。
- 1923年 フリッジデール社が世界初の一体型を発表。
- 1923年 三井物産（日本） 米国から初輸入。
- 1925年 エレクトロラックス社（スウェーデン）バルザー・フォン・プラテンとカール・ミュンターの特許を取得し世界最初の吸収式冷蔵庫を発表。
- 1926年 エレクトロラックス社（スウェーデン） 米国で特許取得。
- 1926年 ウィリス・キャリア（Willis Carrier 米国） 遠心コンプレッサー方式 メチルクロライドを置き換える。
- 1927年 日立製作所（日本）電気冷蔵庫の試作に成功。
- 1927年 GE社（米国） 圧縮機を上に置くモニタートップ型。一般に広く使われた初の冷蔵庫で、100万台以上を生産した。二酸化硫黄を使用。
- 1927年 エレクトロラックス社（スウェーデン） 米国で米国向けの生産開始。
- 1928年 三井物産が米国GE社製モータートップ型を輸入、東京電気を介して量販。
- 1930年 ゼネラル・モーターズの研究所でトマス・ミジリーが安定した不燃冷媒クロロフルオロカーボン (CFC) を発見。「フレオン」と名づけ商品化された（日本ではダイキン工業がフロンと名づけたもの）。
- 1930年代 フラットトップ型に移行。静音化が図られる。
- 1930年 芝浦製作所（日本、現・東芝）の1号機（SS-1200）　GE製モータートップ型のコピー。
- 1933年 芝浦製作所（日本）「電気冷蔵器」と名づけ、本格的に発売開始。

### その後の世界での歴史
- 1937年 ケルビネーター社は自動車会社のナッシュ・モーターズ社と合併し、ナッシュ＝ケルビネーター社 (Nash-Kelvinator) となる。
- 1951年 アメリカの80%の家庭に電気冷蔵庫が普及[6]。
- 1954年 ナッシュ＝ケルビネーター社はハドソン・モーター・カー・カンパニーと合併し、AMC（アメリカンモーターズ社）となる。1950年代に傘下のケルビネーター社、初の霜なし (frost free) 両開き (side by side) 冷蔵庫を発売。
- 1960年末から1970年後半にかけて ホワイト・コンソリデーテッド・インダストリーズ (White Consolidated Industries:WCI) 社がケルビネーター社をはじめ、ゼネラルモーターズ傘下のフリッジデール社、およびその他米国の冷蔵庫製造会社（ギブソン社、タッパン社、ホワイト-ウェスチングハウス社の）製品群の権利を取得。傘下のフリッジデール社に統合。
- 1986年エレクトロラックス社（スウェーデン）がWCI社を取得。社名をWCIから「フリッジデール」とした。エレクトロラックス社のもとで、1990年代末には、フリッジデール社の米国生産台数が7割となる。
- 2001年エレクトロラックス社は特殊用途およびレジャー業界用途製品部門を投資ファンドEQTに売却。Dometic社ドメティックとして独立。のちに2005年、英BC Partnersが取得し現在に至る。旧エレクトロラックスブランドで販売されていたワインセラーやキャンピングカー向け・マリン向け吸収式3-way冷蔵庫、ホテル向けや病院用吸収式小型冷蔵庫はドメティック社製品として販売されている。一方、家庭用冷蔵庫、産業向け冷蔵庫もエレクトロラックスブランドで販売されている。フリッジデールブランドは米国でのブランドとして継続している。ケルビネーターブランドはオーストラリアなどで使用されている。

21世紀にかけて、冷蔵庫の生産や販売は日本以外のアジア諸国に広がった。イギリスの調査会社ユーロモニターインターナショナルの推計によると、2018年に世界で売れた電気冷蔵庫は約1億6915万台。中華人民共和国のハイアールが世界シェア2割以上を占める最大手で、ワールプール・コーポレーション（米国）、LG電子（韓国）、エレクトロラックス、サムスン電子（韓国）が続く。 
家庭用冷蔵庫は各国の暮らしぶりでその仕様は異なる。たとえば、イギリスでは週1回しか買い物をしない家庭が多く、イタリアでは毎日買い物をする家庭が多い。そのため、イギリスでは冷凍室が冷蔵室よりも大きく作られる一方、イタリアでは冷蔵室のほうが大きい仕様のものが通常仕様となっている。
日本では、1990年代以降は2ドアの大型冷凍冷蔵庫は見られなくなった。多ドアでそれぞれのサイズが細かく仕切られたものが人気を得、日本では多機能で多ドアが中心となった。

### 日本での歴史
上述の冷却の原理の項にあるように電気冷蔵庫とガス冷蔵庫はそれぞれ気化圧縮型と気化吸収型があるが、日本ではほとんどの場合、電気冷蔵庫は気化圧縮型、ガス冷蔵庫は気化吸収型だった。以下の記述で冷蔵庫の性能に関する記述は、電気・ガスの相違によるものではなく冷却原理の相違によるものである。
人工的に氷がつくられるようになると、「冷蔵箱」あるいは「氷式冷蔵庫」などと呼ばれる家庭用冷蔵庫が現れる。木製で、内側にはブリキを張り、外郭との間に木炭やフェルトを詰め込んで断熱材とし、一般には2段式あるいは3段式で上段に氷、下段に食料品を入れ、上段の氷の冷気を用いて下段の食料品を冷やす仕組みになっている。
現在のような家庭用電気冷蔵庫（気化圧縮型）は大正7年（1918年）、米国で開発・製品化され、日本には三井物産がこれを輸入して、初めて入ってくる。
ガス冷蔵庫（気化吸収型）は大正11年（1922年）にスウェーデンで開発・製品化され、1928年（昭和3年）から日本に輸入され、存在していた。これは冷媒となるアンモニア溶液をガスバーナーで熱し、気化熱の原理を利用し、アンモニアを蒸発させて冷却を行なっていた。昭和30年代に入るとTG55型などの国産ガス冷蔵庫なども販売開始されていた。
国産家庭用電気冷蔵庫は、1930年に東芝の前身の一つ芝浦製作所が米国GE製品をコピーした物で始まった。しかし、冷却能力こそ氷式冷蔵庫やガス冷蔵庫より優れたものの、2者より高価だったことや、音が大きい、構造が複雑なために故障しやすいなどの欠点があったため普及は進まず、家庭用冷蔵庫はしばらく氷・電気・ガスの3方式が併存した。
1950年代後半（昭和30年代）からの高度成長時代に冷蔵庫は爆発的に普及し、電気冷蔵庫は白黒テレビ受像機や洗濯機と共に三種の神器の一つと呼ばれた。冷凍機能を持たない氷式はこの頃に姿を消し、食材が乾燥しない利点を活かしてごく一部の飲食店で使用されるほか、レトロ趣味的な需要があるのみとなった。
1970年代以降は、自動霜取り機構付きの2ドア式冷凍冷蔵庫が一般化し、冷凍食品の普及を促してライフスタイルの変化に対応した。一方、冷却速度の遅いガス冷蔵庫は家庭内での食品の冷凍保存の点で電気冷蔵庫に劣り、また、冷凍食品はマイナス18℃（0℉）以下の温度で保存することを前提としていたため、マイナス10℃前後が冷却温度の限界だった当時のガス冷蔵庫は冷凍食品の普及に対応できず、家庭用としてはこのころに姿を消し、静穏性が求められるホテルや病院、あるいはカセットガスボンベを利用したレジャー用に特化していった。
1980年代からはマルチドア化して野菜室、製氷機、チルド室（氷温室）などを備えたり、脱臭や急速冷凍などの付加機能が多様化し、各社がアイデアを競った。特にシャープは1990年代より左右どちらからでも開くことができるドア（後に「どっちもドア」という名称が付く）を採用している。またノンフロン化の要請からイソブタンや代替フロンが用いられるようになった。
2000年代に入ると断熱材の進歩で壁厚を薄くした、従来よりも小型・大容量なタイプが登場した。最近は400L以上の大型機でフレンチドアと呼ばれる観音開きタイプが主流になったが、一方で従来の片開きドアにも根強い人気があり、同等の容量・機能で片開き・両開きの両機種が併売される例も少なくない。近年は冷凍食品のストック需要から大型容量が比較的売れ筋傾向になっている。
また、1990年代半ばより「現代の冷蔵庫はVVVFインバータや機構の改良などによって省エネルギー化が進んだため、10年前に比べて消費電力が数分の一になった」といった宣伝を、各メーカーが盛んに行い始めた。しかし2005年時点のJIS規格では、結露防止や野菜室の保温に用いられる保証ヒータや、自動製氷機など従来の冷蔵庫にはなかった部品・機能を通電させない状態で計測しても構わないことになっていたため、実際に家庭環境で使用した場合の消費電力は以前と大差ないにもかかわらず、カタログでは1/2〜1/4程度との誇大表示が横行する状況だった。2005年6月の『しんぶん赤旗』報道を契機に本問題が認知されるようになると、各メーカーが一斉にカタログスペックと実際の電力消費とが異なる旨の注意書きを表示したり、各自治体が「省エネラベル」表示を止めさせたりするなどの変化があった。この混乱を受け、同年9月から資源エネルギー庁が新基準の測定法を検討開始、2006年5月から実際の使用状況に近づけた測定法で計測するよう改めた。
20世紀に広く普及した冷蔵庫では、可燃性や安全性（漏出した際に直接的な有毒性が低いほうが扱いやすい）などの事情で冷媒や断熱材の発泡にフロンを利用するなどした製品が主流となっていったが、このフロンが環境中に漏出した際に、オゾン破壊係数が高いなど深刻な環境破壊に繋がるとして問題視され、それら環境負荷の高い物質の処分後の適正な取り扱いが求められるようになっていった。この流れの中で、日本では2001年より家電リサイクル法の対象となり、回収され資源としてリサイクルすることを目指したテレビ受像機、エア・コンディショナー、洗濯機と同様に、廃棄する際には適切な処理が義務付けられ、粗大ゴミとして処分できなくなった。
2010年代に入った頃から、「セカンド冷蔵庫」「セカンド冷凍庫」の名称が一般的になった。特に後者については、ネット通販やネットスーパーでのお取り寄せや買い物、冷凍食品の普及に伴い、冷凍食品や冷凍カット野菜などのまとめ買いや、自炊した食事の冷凍保存など、1台の冷蔵庫だけではカバーしきれない量を保存できるようになる。

### 冷凍室（フリーザー）
冷凍室の性能は、JISの規定によりツースター、スリースター、フォースターといった記号（アスタリスク）で表示される。大半は最高クラスのフォースターで、ツースターは切替室に多く、スリースターは1970 - 1980年代製造の冷凍庫に多い。それぞれの規定は以下の通り。
ワンスター
平均冷凍負荷温度はマイナス6℃以下、冷凍食品保存期間の目安は約1週間。
ツースター
平均冷凍負荷温度はマイナス12℃以下、冷凍食品保存期間の目安は約1か月。
スリースター
平均冷凍負荷温度はマイナス18℃以下、冷凍食品保存期間の目安は約3か月。
フォースター
平均冷凍負荷温度、冷凍食品保存期間はスリースターと同じだが、100Lあたり4.5kg以上の食品を24時間以内にマイナス18℃以下に凍結できる性能を持つ。

## 使用法

### 手入れ
冷蔵庫は食品腐敗の遅延を目的とするが、野菜室やドアポケットは、野菜くずなどが元で細菌が繁殖し、食中毒の原因となる場合がある。そのため汚れていなくても、月1 - 2回ほどのこまめな清掃を行うことが望ましい。清掃の際には、水拭きを行った後に消毒用エタノールを使用し除菌することが望ましい。水拭きのみだと、水分を与えることでかえって細菌の繁殖を手助けしてしまう場合があるためである。
また、野菜くずやシラスといった細かな食品などが庫内に蓄積すると不衛生なばかりではなく、やがてそれらが蓄積していくと最悪の場合、エバポレーター下部に位置するドレンを塞いでしまうことがある。そのことにより、霜取（しもとり）動作に入った場合に、エバポレーター上の露の行き場がなくなり、庫内・庫外に大量の水漏れが発生させてしまう場合がある。特に、本体の設置が少しでも後方に傾けて設置している場合は、漏れた水は本体後部で発生することになり、水漏れになかなか気付くことができないため、床面が腐りきってから初めて気がつくケースもある。
現在の製品でも、主に単身者向けやホテルの客室用等に販売される小型の冷蔵庫（200L以下クラス）では、サイズの制約等の理由で冷凍室の自動霜取り機能を持たないものが少なくない。そのような機種では定期的に手動での霜取りを行わないと冷却性能や収容能力の低下につながる。
庫内には生ものなどの臭気が滞留する場合もあり、専用の消臭剤が用いられることもある。

### 不向きな食材
冷やすことによって著しく食材の保存が可能になる冷蔵庫であるが、食材の中にはかえって常温保存の方が適しているものもある。ただし、一旦切り口をつけたものや調理したものに関してはその限りではない。
タマネギ、ニンジン、カボチャ、大根、ゴボウ
常温保存が可能、あえて入れる必要はない。特にタマネギやカボチャは出荷前に一旦常温で保管されている。
イモ類（ジャガイモ、サツマイモ等）
澱粉質の変化により却って不味くなる。
バナナ
冷蔵庫に入れると皮が黒くなる。
パン
パサパサになる。ただし、食パンはラップに包んで冷凍保存することも可能であり、食べる際は凍ったままトースターで焼くと、ほぼ触感に近い味になる。
惣菜パンについては腐る可能性があるので、冷蔵して1 - 2日以内に食べたほうがいい。

## 主なメーカー
日本国内の主な冷蔵庫メーカーは以下のとおり。
- パナソニック
- 日立グローバルライフソリューションズ
- 東芝ライフスタイル
- シャープ
- 三菱電機
- アクア（旧：三洋アクア、ハイアールグループ）
- ツインバード
- アイリスオーヤマ
- アビテラックス

業務用は以下の5社のみが生産している。
- ホシザキ
- フクシマガリレイ
- 大和冷機工業
- パナソニック - 松下電器産業からパナソニックに社名変更した2008年に一度撤退し、2012年の三洋電機のSANYOブランド廃止で事実上の再参入となった。
- フジマック

### 過去のメーカー
- JUKI - 1980年代に市場に参入したが、既に撤退。
- ユーイング - 現在は会社自体が存在しない。
- コロナ - 自社生産はしておらず、三洋電機からOEM供給を受けて販売していた。